# 사과 케이크

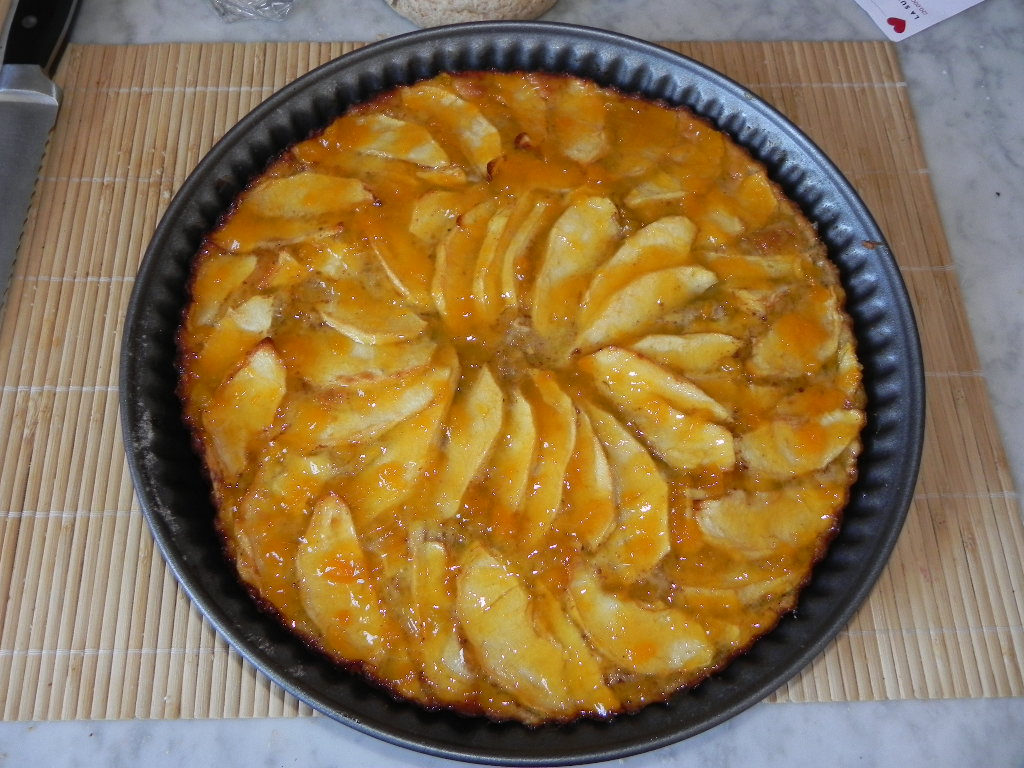
사과 케이크

사과 케이크(영어: Apple cake)는 사과를 주재료로 쓰는 일반적인 디저트이다. 이 케이크는 플레인 케이크 베이스에 향을 첨가해서 사과를 조각하는 과정을 거쳐서 만들어지며, 애플 케이크라고도 부른다.

## 같이 보기
- 사과 파이
- 사과 요리 목록